# Mocktjärnen
Mocktjärnen är en sjö i Gagnefs kommun i Dalarna och ingår i Dalälvens huvudavrinningsområde. Sjön har en area på 0,112 kvadratkilometer och ligger 212,4 meter över havet.

## Delavrinningsområde
Mocktjärnen ingår i det delavrinningsområde (670778-144362) som SMHI kallar för Ovan VDRID = Bynoret i Västerdalälvens vattendrag*. Medelhöjden är 223 meter över havet och ytan är 8,21 kvadratkilometer. Räknas de 781 avrinningsområdena uppströms in blir den ackumulerade arean 8 230,7 kvadratkilometer. Västerdalälven som avvattnar avrinningsområdet har biflödesordning 2, vilket innebär att vattnet flödar genom totalt 2 vattendrag innan det når havet efter 263 kilometer. Avrinningsområdet består mestadels av skog (54 procent) och öppen mark (15 procent). Avrinningsområdet har 0,78 kvadratkilometer vattenytor vilket ger det en sjöprocent på 9,4 procent. Bebyggelsen i området täcker en yta av 0,54 kvadratkilometer eller 7 procent av avrinningsområdet.